# Mérindol-les-Oliviers
Mérindol-les-Oliviers est une commune française située dans le département de la Drôme en région Auvergne-Rhône-Alpes.

## Géographie

### Localisation
Rattachée à la communauté de communes des Baronnies en Drôme Provençale, la commune est située à 9 km de Vaison-la-Romaine et à 17 km au sud-est de Nyons. Elle est limitrophe du Vaucluse.

### Relief et géologie
Reliefs particuliers :
- Barbières (616 m) ;
- Col de Propriac (529 m) ;
- les Mattes (764 m) ;
- les Usseaux (699 m) ;
- Pas de Beynet (565 m) ;
- Serre Long.

Hameau : Aiguillan.

### Hydrographie
La commune est arrosée par les cours d'eau suivants :
- le ravin de Dré Coucou ;
- le ravin de Saint-Bertrand ;
- le ravin des Achenos ;
- le ravin des Rouvières ;
- le ravin du Pont ;
- le ruisseau d'Aigue Marce ou Eyguemarse, affluent rd de l'Ouvèze[2] qui fait la limite méridionale de la commune ;
- le ruisseau de la Bessée (source).

### Climat
Pour des articles plus généraux, voir Climat d'Auvergne-Rhône-Alpes et Climat de la Drôme.
En 2010, le climat de la commune est de type climat méditerranéen franc, selon une étude du CNRS s'appuyant sur une série de données couvrant la période 1971-2000. En 2020, Météo-France publie une typologie des climats de la France métropolitaine dans laquelle la commune est exposée à un climat de montagne ou de marges de montagne et est dans une zone de transition entre les régions climatiques « Provence, Languedoc-Roussillon » et « Alpes du sud ». 
Pour la période 1971-2000, la température annuelle moyenne est de 13,2 °C, avec une amplitude thermique annuelle de 16,8 °C. Le cumul annuel moyen de précipitations est de 833 mm, avec 6,5 jours de précipitations en janvier et 3,8 jours en juillet. Pour la période 1991-2020, la température moyenne annuelle observée sur la station météorologique de Météo-France la plus proche, sur la commune de Puyméras à 3 km à vol d'oiseau, est de 14,2 °C et le cumul annuel moyen de précipitations est de 700,2 mm,. Pour l'avenir, les paramètres climatiques de la commune estimés pour 2050 selon différents scénarios d'émission de gaz à effet de serre sont consultables sur un site dédié publié par Météo-France en novembre 2022.

### Voies de communication et transports
La commune est desservie par les routes départementales D 147, D 147a, D 347, D 530 et D 530a.

## Urbanisme

### Typologie
Au 1er janvier 2024, Mérindol-les-Oliviers est catégorisée commune rurale à habitat très dispersé, selon la nouvelle grille communale de densité à 7 niveaux définie par l'Insee en 2022.
Elle est située hors unité urbaine. Par ailleurs la commune fait partie de l'aire d'attraction de Vaison-la-Romaine, dont elle est une commune de la couronne,. Cette aire, qui regroupe 14 communes, est catégorisée dans les aires de moins de 50 000 habitants,.

### Occupation des sols
L'occupation des sols de la commune, telle qu'elle ressort de la base de données européenne d’occupation biophysique des sols Corine Land Cover (CLC), est marquée par l'importance des territoires agricoles (57,3 % en 2018), une proportion sensiblement équivalente à celle de 1990 (56,5 %). La répartition détaillée en 2018 est la suivante : forêts (40,6 %), cultures permanentes (32,4 %), zones agricoles hétérogènes (24,9 %), milieux à végétation arbustive et/ou herbacée (2,1 %). L'évolution de l’occupation des sols de la commune et de ses infrastructures peut être observée sur les différentes représentations cartographiques du territoire : la carte de Cassini (XVIIIe siècle), la carte d'état-major (1820-1866) et les cartes ou photos aériennes de l'IGN pour la période actuelle (1950 à aujourd'hui).

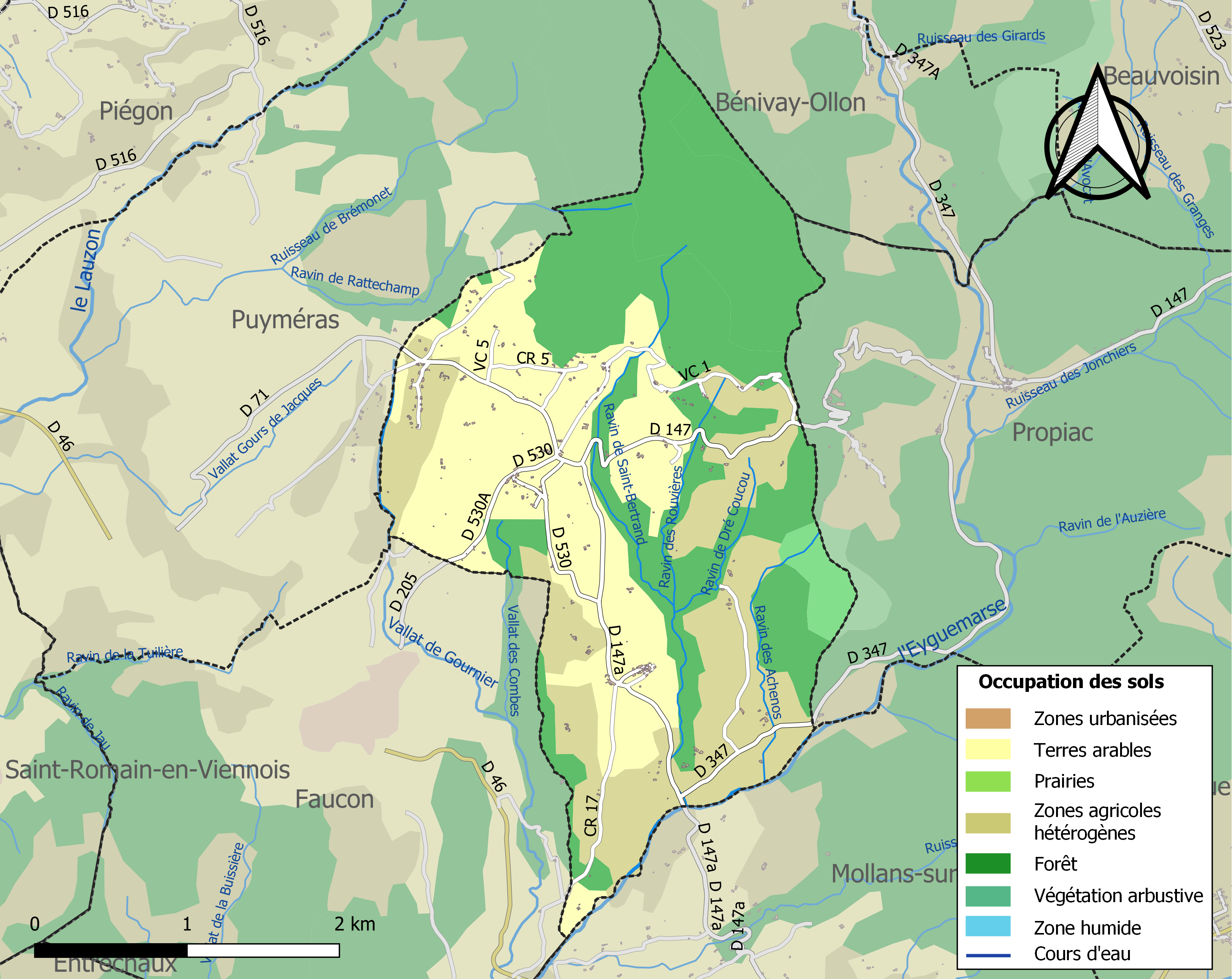
Carte des infrastructures et de l'occupation des sols de la commune en 2018 (CLC).

### Morphologie urbaine

#### Quartiers, hameaux et lieux-dits
Site Géoportail (carte IGN) :
- Aiguillan
- Aire du Château
- Bois d'Aye
- Coste Cornillière
- la Casse
- la Coste
- la Font
- la Font de l'Aube
- l'Aire de l'Audience
- la Loubatière
- la Plaine
- la Réserve
- l'Auzière
- le Grand Jardin
- le Savot
- les Blaches
- les Condamines
- les Grandes Vignes
- les Jaroussières
- les Sarrètes et Goujas
- les Usseaux
- le Vieux Village

Anciens quartiers, hameaux et lieux-dits :
- le hameau Aguillan est attesté en 1891. Il était dénommé Aguittan au XVIIIe siècle (Carte de Cassini) et Aguillas en 1821 (Nom. des communes et hameaux de la Drôme)[14].

## Toponymie

### Attestations
Dictionnaire topographique du département de la Drôme :
- 1300 : castrum de Merindolio (Valbonnais, II, 100).
- 1317 : castrum de Merendulio (inventaire des dauphins, 221).
- 1340 : castrum Mirandolii (choix de documents, 64).
- 1400 : Mirandolum (choix de documents, 255).
- 1626 : Merindor (archives de la Drôme, E 3256).
- 1699 : les Mérindols (archives de la Drôme, E 4305).
- 1891 : Mérindol, commune du canton de Buis-les-Baronnies.

"-les-Oliviers" a été ajouté au nom de la commune en 1920.

## Histoire

### Préhistoire
Stations-ateliers néolithiques.

### Du Moyen Âge à la Révolution
La seigneurie :
- Au point de vue féodal, la terre (ou seigneurie) était possédée par une famille de son nom.
- 1230 : elle est acquise par les barons de Mévouillon.
- 1293 : elle est léguée aux dauphins [du Viennois].
- 1300 : les princes d'Orange s'en emparent.
- 1306 : la terre est restituée aux dauphins.
- Elle passe à la couronne de France et devient domaniale.
- 1420 : vendue (sous faculté de rachat) à Jean Louvet.
- 1543 et 1573 : revendue (sous faculté de rachat) aux Eurre.
- 1591 : revendue (sous faculté de rachat) aux Agoult de Bonneval.
- 1738 : passe (par mariage) aux Trémolet de Montpezat, derniers seigneurs.

Pendant les guerres de Religion, la terre est occupée par Lesdiguières.
Le château est rasé par le roi Louis XIII.
Avant 1790, Mérindol était une communauté de l'élection de Montélimar et de la subdélégation et du bailliage de Buis-les-Baronnies.

Elle formait une paroisse du diocèse de Vaison. Son église était dédiée à saint Martin. Les dîmes appartenaient au curé.

### De la Révolution à nos jours
En 1790, la commune est comprise dans le canton de Mollans. La réorganisation de l'an VIII (1799-1800) la fait entrer dans celui du Buis-les-Baronnies.

## Politique et administration

### Liste des maires
| Période                                                                      | Période                       | Identité                              | Étiquette | Qualité           |
| ---------------------------------------------------------------------------- | ----------------------------- | ------------------------------------- | --------- | ----------------- |
| Les données manquantes sont à compléter.                                     |                               |                                       |           |                   |
| Les données manquantes sont à compléter. : de la Révolution au Second Empire |                               |                                       |           |                   |
| 1790                                                                         | 1871                          | ?                                     |           |                   |
| Les données manquantes sont à compléter. : depuis la fin du Second Empire    |                               |                                       |           |                   |
| 1871                                                                         | 1874                          | ?                                     |           |                   |
| 1874                                                                         | 1878                          | ?                                     |           |                   |
| 1878                                                                         | 1884                          | ?                                     |           |                   |
| 1884                                                                         | 1888                          | ?                                     |           |                   |
| 1888                                                                         | 1892                          | ?                                     |           |                   |
| 1892                                                                         | 1896                          | ?                                     |           |                   |
| 1896                                                                         | 1900                          | ?                                     |           |                   |
| 1900                                                                         | 1904                          | ?                                     |           |                   |
| 1904                                                                         | 1908                          | ?                                     |           |                   |
| 1908                                                                         | 1912                          | ?                                     |           |                   |
| 1912                                                                         | 1919                          | ?                                     |           |                   |
| 1919                                                                         | 1925                          | ?                                     |           |                   |
| 1925                                                                         | 1929                          | ?                                     |           |                   |
| 1929                                                                         | 1935                          | ?                                     |           |                   |
| 1935                                                                         | 1945                          | ?                                     |           |                   |
| 1945                                                                         | 1947                          | ?                                     |           |                   |
| 1947                                                                         | 1953                          | ?                                     |           |                   |
| 1953                                                                         | 1959                          | ?                                     |           |                   |
| 1959                                                                         | 1965                          | ?                                     |           |                   |
| 1965                                                                         | 1971                          | ?                                     |           |                   |
| 1971                                                                         | 1977                          | ?                                     |           |                   |
| 1977                                                                         | 1983                          | Pierre Joly                           | DVG       |                   |
| 1983                                                                         | 1989                          | Pierre Joly                           |           | maire sortant     |
| 1989                                                                         | 1995                          | Pierre Joly                           |           | maire sortant     |
| 1995                                                                         | 2001                          | Pierre Joly                           |           | maire sortant     |
| 2001                                                                         | 2008                          | Pierre Joly                           |           | maire sortant     |
| 2008                                                                         | 2014                          | Annie Koutsoulis                      |           |                   |
| 2014                                                                         | 2020                          | Jérôme Clerino                        | DVD       | chef d'entreprise |
| 2020                                                                         | En cours (au 22 janvier 2021) | Augustin Clément[source insuffisante] |           |                   |

### Rattachements administratifs et électoraux
Avant mars 2015, la commune faisait partie du Canton de Buis-les-Baronnies. Depuis elle fait partie de la Troisième circonscription de la Drôme

## Population et société

### Démographie
L'évolution du nombre d'habitants est connue à travers les recensements de la population effectués dans la commune depuis 1793. Pour les communes de moins de 10 000 habitants, une enquête de recensement portant sur toute la population est réalisée tous les cinq ans, les populations de référence des années intermédiaires étant quant à elles estimées par interpolation ou extrapolation. Pour la commune, le premier recensement exhaustif entrant dans le cadre du nouveau dispositif a été réalisé en 2005.

En 2022, la commune comptait 209 habitants, en évolution de −8,73 % par rapport à 2016 (Drôme : +2,64 %, France hors Mayotte : +2,11 %).
| 1793 | 1800 | 1806 | 1821 | 1831 | 1836 | 1841 | 1846 | 1851 |
| ---- | ---- | ---- | ---- | ---- | ---- | ---- | ---- | ---- |
| 447  | 421  | 395  | 332  | 387  | 388  | 420  | 386  | 351  |

| 1856 | 1861 | 1866 | 1872 | 1876 | 1881 | 1886 | 1891 | 1896 |
| ---- | ---- | ---- | ---- | ---- | ---- | ---- | ---- | ---- |
| 378  | 376  | 385  | 371  | 366  | 327  | 302  | 306  | 270  |

| 1901 | 1906 | 1911 | 1921 | 1926 | 1931 | 1936 | 1946 | 1954 |
| ---- | ---- | ---- | ---- | ---- | ---- | ---- | ---- | ---- |
| 270  | 264  | 231  | 205  | 210  | 212  | 211  | 197  | 180  |

| 1962 | 1968 | 1975 | 1982 | 1990 | 1999 | 2005 | 2006 | 2010 |
| ---- | ---- | ---- | ---- | ---- | ---- | ---- | ---- | ---- |
| 201  | 201  | 200  | 171  | 201  | 201  | 196  | 188  | 205  |

| 2015 | 2020 | 2022 | - | - | - | - | - | - |
| ---- | ---- | ---- | - | - | - | - | - | - |
| 222  | 213  | 209  | - | - | - | - | - | - |

### Manifestations culturelles et festivités
- Fête : deuxième dimanche de juillet[16].

### Médias
Le territoire de la commune se situe dans l'aire de diffusion de plusieurs médias :
- Presse écrite
  - Le Dauphiné libéré, quotidien régional qui consacre, chaque jour, y compris le dimanche, un ou plusieurs articles à l'actualité du canton et de la commune, ainsi que des informations sur les éventuelles manifestations locales, les travaux routiers, et autres événements divers à caractère local.
  - L'Agriculture Drômoise, journal d'informations agricoles et rurales, couvre l'ensemble du département de la Drôme.
  - Drôme Hebdo (ancien Peuple Libre), hebdomadaire chrétien d'informations.
- Presse audio-visuelle
  - Ici Drôme Ardèche est une radio publique diffusée sur son territoire.

## Économie

### Agriculture
En 1992 : vignes (vins AOC Côtes-du-Rhône), fruits, oliviers (huile).

## Culture locale et patrimoine

### Lieux et monuments
- Vieux village ruiné avec son château-fort[16].
- Église forte en pierres ocres[16].
- Chapelle de Corporières [ou plutôt : Porporières] : ancien prieuré bénédictin[16].

L'église Notre-Dame-de-Porporières date du XIIe siècle. Elle comporte une nef flanquée d'un transept bas, un clocher au nord, un chevet plat, une sacristie au sud-est. Le clocher a été en grande partie reconstruit en 1875. Elle a été inscrite monument historique le 5 décembre 2005.
Elle est mentionnée en 1120 et en 1170 comme appartenant à l'abbaye Saint-Philibert de Tournus. Au XIVe siècle, elle est endommagée par des bandes de routiers, puis à nouveau lors des guerres de Religion et encore à la Révolution. Abandonnée, elle est sauvée en 1867 par le curé du village qui y transfère le culte.

### Héraldique, logotype et devise
|  | Mérindol-les-Oliviers possède des armoiries dont l'origine et le blasonnement exact ne sont pas disponibles. |